# Maruszewo, Tỉnh West Pomeranian
Maruszewo [maruˈʂɛvɔ] là một ngôi làng thuộc khu hành chính của Gmina Kozielice, thuộc hạt Pyrzyce, West Pomeranian Voivodeship, ở phía tây bắc Ba Lan. Nó nằm khoảng 15 kilômét (9 mi) phía tây nam Pyrzyce và 44 km (27 mi) phía nam thủ đô khu vực Szczecin.
Trước năm 1945, khu vực này là một phần của Đức. Đối với lịch sử của khu vực, xem Lịch sử của Pomerania.